# Abecedarium Nordmannicum

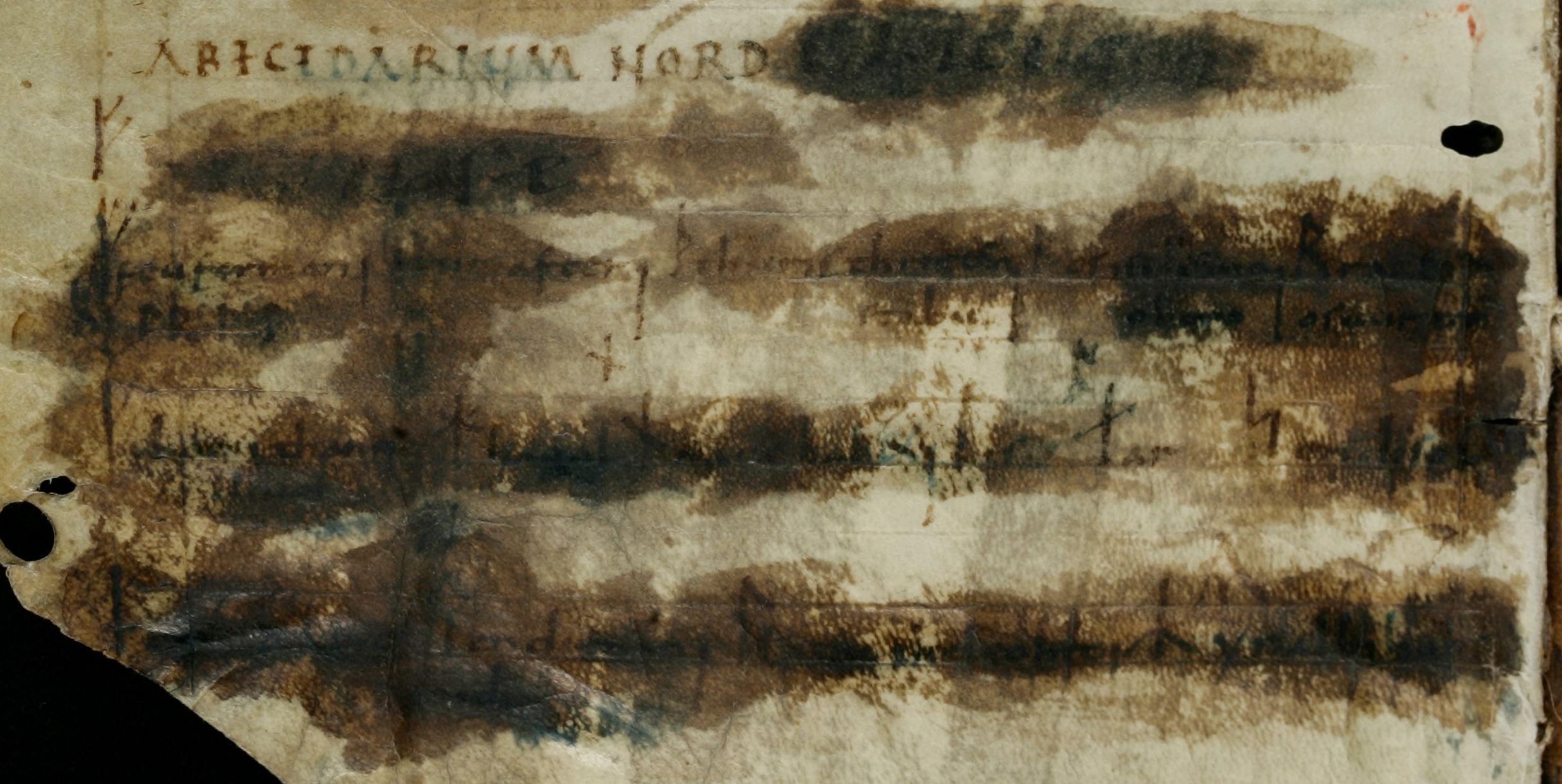
Lo stato dell'Abecedarium dopo il tentativo di preservazione fallito.

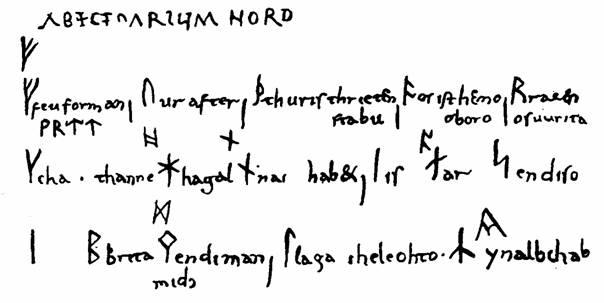
La copia del 1828 di Wilhelm Grimm.

L'Abecedarium Nordmannicum (lett. "abbecedario normanno") è un breve poema (talvolta annoverato fra i poemi runici) contenuto alla pagina 321 del Codex Sangallensis 878 del IX secolo; è una presentazione delle 16 rune del fuþark recente scritte dopo le lettere in alfabeto ebraico della pagina precedente e le rune in fuþork nella stessa pagina. Il testo venne distrutto nel XIX secolo a causa di alcuni composti chimici che avrebbero invece dovuto conservarlo, ma è sopravvissuto in una trascrizione del 1828 di Wilhelm Grimm.

## Contenuto
Al di sotto del titolo «ABECEDARIUM NORD», il manoscritto presenta il fuþark recente in tre linee. Linguisticamente, il testo è una mescolanza fra norreno, sassone antico e alto-tedesco antico. Probabilmente si basa su un originale danese, importato forse da Hedeby in Bassa Sassonia e adattato nell'idioma dei riceventi. Il contesto delle annotazioni carolinge delle rune norrene indica invece intensificati contatti fra il Regno franco e la Danimarca, che hanno richiesto interpreti per gli scambi politici ed economici.
Il testo seguente è la trascrizione ad opera di Wilhelm Grimm:
ᚠ feu forman / ᚹᚱᛠᛏ | ᚢ ur after | ᚦ thuris thrit[c]en / stabu | ᚭ os ist [he]mo / oboro | ᚱ rat end/os uuritan
ᚴ cha[on] thanne / cliuot  ᚼ hagal ᚾ nau[t] hab& |ᛁ is ᛅ ar ᛋ endi so[l]
[ᛐ]       ᛒ brica ᛙ endi man / midi | ᛚ lagu the leohto | ᛦ yr al bihab[et]
Vi sono leggere differenze nel modo in cui il poema è stato letto nel corso degli anni. Johan H. Gailée lo riporta nel modo seguente:
Feu forman, Ur after, Thuris thritten stabu, Os ist imo oboro, Rat endost uuritan.
Chaon thanne cliuet Hagal Naut habet Is, Ar endi Sol.
Tiu, Brica, endi Man midi, Lagu the leohto, Yr al bihabet.